# The Warning
The Warning är det amerikanska progressiv metal-bandet Queensrÿches första studioalbum, utgivet den 7 september 1984 av skivbolaget EMI.
Queensrÿche skrev materialet till The Warning under sin turné till stöd för Queensrÿche EP, inspirerad av världshändelser och George Orwell-romanen 1984 från 1949. Albumet spelades in i olika inspelningsstudior i London med Pink Floyd-producenten James Guthrie.

## Låtförteckning
Sida 1
1. "Warning" (Michael Wilton, Geoff Tate) – 4:45
2. "En Force" (Chris DeGarmo) – 5:15
3. "Deliverance" (Wilton) – 3:20
4. "No Sanctuary" (DeGarmo, Tate) – 6:05
5. "NM 156" (DeGarmo, Tate, Wilton) – 4:40

Sida 2
1. "Take Hold of the Flame" (DeGarmo, Tate) – 4:56
2. "Before the Storm" (Tate, Wilton) – 5:13
3. "Child of Fire" (Wilton, Tate) – 4:33
4. "Roads to Madness" (DeGarmo, Wilton, Tate) – 9:54

## Medverkande
Queensrÿche-medlemmar
- Geoff Tate – sång, keyboard
- Chris DeGarmo – gitarr, bakgrundssång
- Michael Wilton – gitarr, bakgrundssång
- Eddie Jackson – basgitarr, bakgrundssång
- Scott Rockenfield – trummor, percussion

Bidragande musiker
- Michael Kamen – arrangering, dirigent

Produktion
- James Guthrie – producent
- Neil Kernon – ljudtekniker, ljudmix
- Val Garay – mastering
- Matt Bazemore – omslagskonst
- Dale Windham – foto